# Stena Danica (1965–1969)

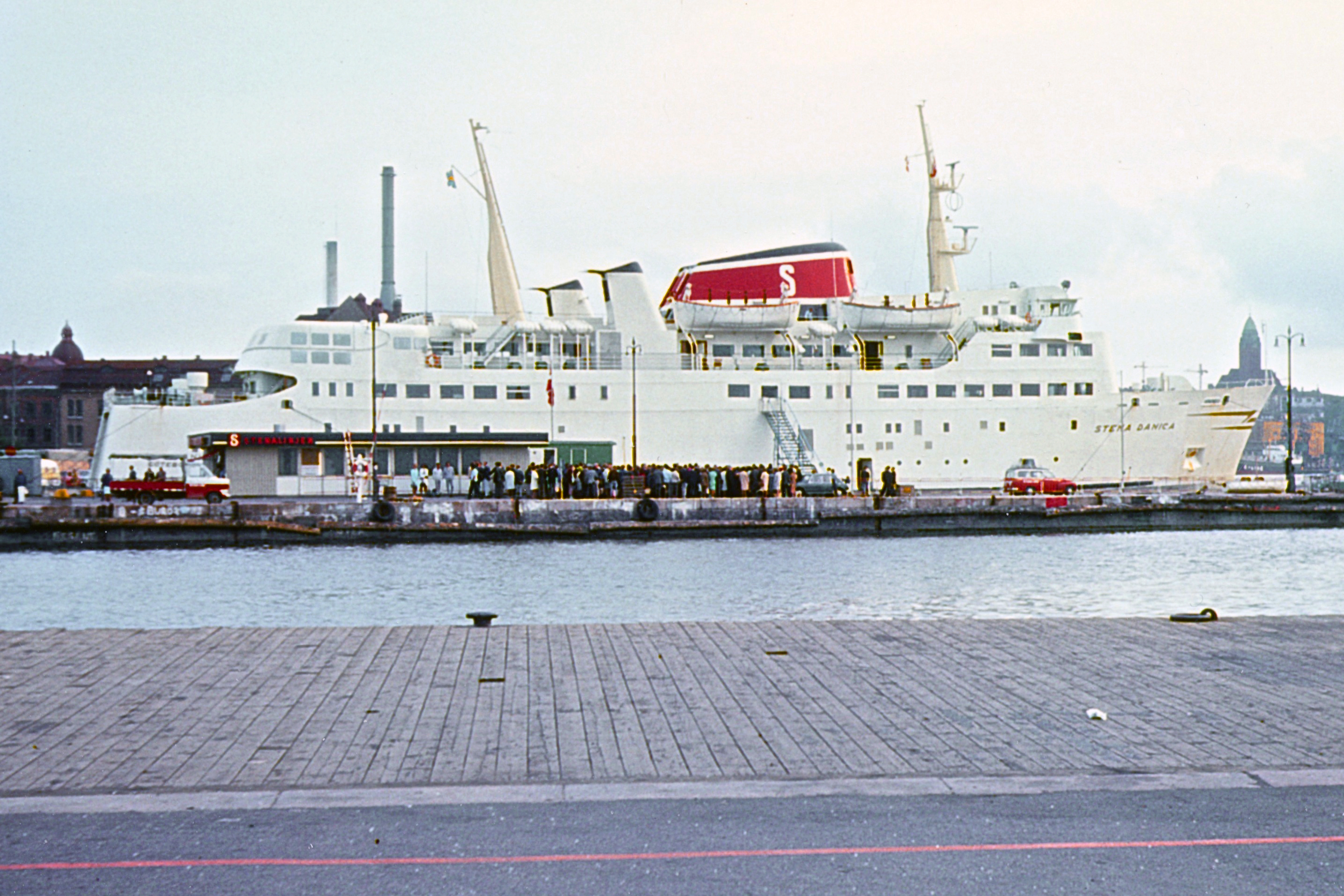
M/S Stena Danica vid Stenpiren 1966.

M/S Stena Danica 1965-1969 var den första Stena Danica. I början körde hon mellan Göteborg/Stenpiren/Skandiahamnen och Frederikshavn. Hon var 86 meter lång och tog 1 000 passagerare samt 129 bilar. Hon ersattes av en annan Stena Danica våren 1969.